# Герб Бельгии
Герб Бельгии в современном виде был утверждён королевским декретом от 17 марта 1837 года, в котором были описаны большая и малая форма герба. Согласно статье 193 (изначально 125) Конституции Бельгии, «бельгийский народ принимает красный, золотой и чёрный цвета, и в качестве государственного герба — бельгийского льва с девизом Единство даёт силу.»

## Большой герб
На чёрном щите изображён золотой вздыбленный лев с красными когтями и высунутым красным языком (бельгийский лев). Над щитом расположен золотой шлем с поднятым забралом. На шлеме — великогерцогская корона. За щитом расположены скипетры: один с «рукой правосудия», другой со львом. Щит окружает золотая цепь ордена Леопольда. Львы, держащие щит, держат также и бельгийские знамёна на золотых древках. Внизу расположена красная лента. На ней золотыми буквами написан девиз «Единство даёт силу» (L’UNION FAIT LA FORCE по-французски или EENDRACHT MAAKT MACHT по-голландски). Вся эта композиция помещена на мантию с золотой бахромой и кисточками, мантия подбита горностаем и увенчана великогерцогской короной. Над мантией подняты знамёна с гербами провинций Бельгии по состоянию на 1837 год (хотя количество провинций менялось, на гербе это не нашло отражения) – Антверпен, Западная Фландрия, Восточная Фландрия, Льеж, Эно, Лимбург, Люксембург и Намюр справа налево.
Большой герб используется редко. Он украшает печати на законах и международных договорах.

## Малый герб
Малый герб, используемый Бельгийским правительством, состоит из чёрного щита со львом, перекрещенных скипетров, девиза, короны, ордена Леопольда.

## История

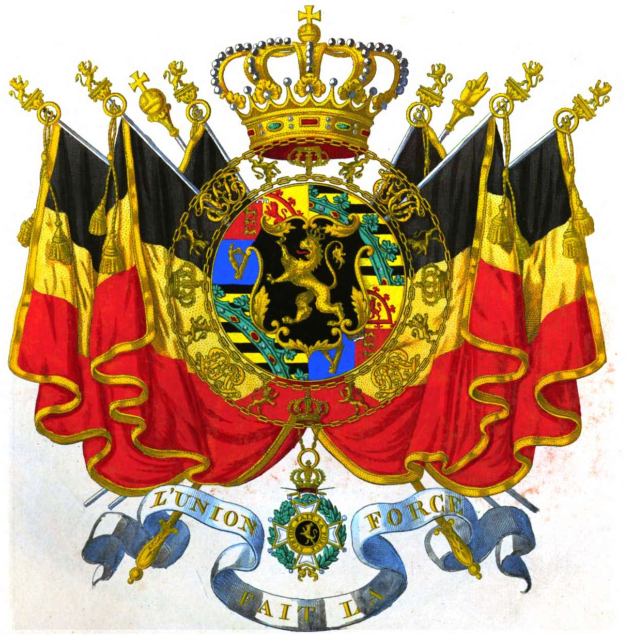
Герб Бельгии 1846 года